# Єзвино
Єзвино (рос. Езвино) — присілок в Калінінському районі Тверської області Російської Федерації.
Населення становить 324 особи. Входить до складу муніципального утворення Бурашевське сільське поселення.

## Історія
Від 2005 року входить до складу муніципального утворення Бурашевське сільське поселення.

## Населення
| 1859 | 1886 | 1919 | 1997 | 2002 | 2010 |
| ---- | ---- | ---- | ---- | ---- | ---- |
| 287  | ↗386 | →386 | ↗398 | ↘336 | ↘324 |